# 安登村
安登村（あとむら）は、広島県豊田郡にあった村。現在の呉市の一部にあたる。

## 地理
- 海洋：瀬戸内海
- 山岳：野呂山[1]

## 歴史
- 1889年（明治22年）4月1日、町村制の施行により、賀茂郡内海跡村が単独で村制施行し、内海跡村（うちのうみあとむら）が発足[1][2]。
- 1929年（昭和4年）4月1日、村名を安登村に改称[3][4]。
- 1956年（昭和31年）4月1日、豊田郡に所属が変更[3][4]。
- 1958年（昭和33年）4月1日、安登村を二分割し、字水落・小用・竜王山・寒風（一部）を川尻町に、その他の残部を安浦町にそれぞれ編入して廃止された[3][4]。

### 地名の由来
内海跡村
郡内に2つの阿戸村があるため浦辺の当地に内海を冠して内海跡とした。

## 産業
- 農業、漁業[1][3]